# Tequistlatec Indijanci
Tequistlatec, Tequistlatec ili Chontal su pleme Indijanaca porodice Tequistlatecan (D. G. Brinton, 1891.) u distriktima Yautepec i Tehuantepec na pacifičkoj obali Oaxace, Meksiko. Jezik ovi Indijanaca Kroeber (1915., klasificira u Hokan Stock. Tekistlateki su locirani u područjima Sierra Madre del Sur u općinama Asunción Tlacolulita, San Miguel Tenango, San Pedro Huamelula, Santa María Ecatepec i Santiago Astata. Nizinski Čontali (Huamelultec, žive u obalnim općinama San Pedro Huamelula i Santiago Astata na visinama do 300 metara, a brdski (proizvođači i prodavači meskala) na visinama od 1 200 do 2 400 metara
Pleme se bavi ratarstvom (kukuruz, ćili i grah), lovom i sakupljanjem. Gradovi i sela Tekistlateka sastoje se od jednosobnih i dvosobnih kuća. Jedan njihov ogranak poznat je kao Huamelultec po njihovom središtu San Pedro Huamelula. 